# Mylabris carneofasciata
Mylabris carneofasciata es una especie de coleóptero de la familia Meloidae.

## Distribución geográfica
Habita en África Central.